# Okręg wyborczy nr 13 do Senatu Rzeczypospolitej Polskiej
Okręg wyborczy nr 13 do Senatu Rzeczypospolitej Polskiej obejmuje obszar powiatów aleksandrowskiego, lipnowskiego, radziejowskiego i włocławskiego oraz miasta na prawach powiatu Włocławka (województwo kujawsko-pomorskie). Wybierany jest w nim 1 senator na zasadzie większości względnej.
Utworzony został w 2011 na podstawie Kodeksu wyborczego. Po raz pierwszy zorganizowano w nim wybory 9 października 2011. Wcześniej obszar okręgu nr 13 należał do okręgu nr 5.
Siedzibą okręgowej komisji wyborczej jest Toruń.

## Reprezentanci okręgu
| Rok  | Rok              | Senator           | Komitet wyborczy         |
| ---- | ---------------- | ----------------- | ------------------------ |
|      | 2011             | Andrzej Person    | Platforma Obywatelska RP |
|      | 2015             | Józef Łyczak      | Prawo i Sprawiedliwość   |
| 2019 |                  | Józef Łyczak      | Prawo i Sprawiedliwość   |
|      | 2023             | Krzysztof Kukucki | Nowa Lewica              |
| 2024 | Stanisław Pawlak |                   | Nowa Lewica              |

## Wyniki wyborów
Symbolem „●” oznaczono senatora ubiegającego się o reelekcję.

### Wybory parlamentarne 2011
| Kandydat                                                                                      | Kandydat           | Komitet wyborczy                    | Głosów | Głosów | Głosów |
| Kandydat                                                                                      | Kandydat           | Komitet wyborczy                    | Liczba | %      | +/–    |
| --------------------------------------------------------------------------------------------- | ------------------ | ----------------------------------- | ------ | ------ | ------ |
|                                                                                               | Andrzej Person ●   | Platforma Obywatelska RP            | 49 720 | 42,59  | –      |
|                                                                                               | Józef Łyczak       | Prawo i Sprawiedliwość              | 30 721 | 26,32  | –      |
|                                                                                               | Stanisław Pawlak   | Sojusz Lewicy Demokratycznej        | 27 808 | 23,82  | –      |
|                                                                                               | Henryk Kierzkowski | Partia Demokratyczna – demokraci.pl | 8486   | 7,27   | –      |
| Frekwencja: 41,05% Liczba głosów ważnych: 116 735 (95,57%) Źródło: Państwowa Komisja Wyborcza |                    |                                     |        |        |        |

● Andrzej Person reprezentował w Senacie VII kadencji (2007–2011) okręg nr 5.

### Wybory parlamentarne 2015
| Kandydat                                                                                      | Kandydat             | Komitet wyborczy                             | Głosów | Głosów | Głosów |
| Kandydat                                                                                      | Kandydat             | Komitet wyborczy                             | Liczba | %      | +/–    |
| --------------------------------------------------------------------------------------------- | -------------------- | -------------------------------------------- | ------ | ------ | ------ |
|                                                                                               | Józef Łyczak         | Prawo i Sprawiedliwość                       | 40 106 | 33,87  | +7,55  |
|                                                                                               | Andrzej Person ●     | Platforma Obywatelska RP                     | 33 954 | 28,68  | –13,91 |
|                                                                                               | Eugeniusz Wypijewski | KKW Zjednoczona Lewica SLD+TR+PPS+UP+Zieloni | 16 062 | 13,57  | –10,25 |
|                                                                                               | Zbigniew Agaciński   | Polskie Stronnictwo Ludowe                   | 11 928 | 10,07  | –      |
|                                                                                               | Bogusław Spanski     | KWW Spanski Naszym Senatorem                 | 11 250 | 9,50   | –      |
|                                                                                               | Tomasz Sikorowski    | KWW Sikorowski'15                            | 5100   | 4,31   | –      |
| Frekwencja: 42,00% Liczba głosów ważnych: 118 400 (96,02%) Źródło: Państwowa Komisja Wyborcza |                      |                                              |        |        |        |

### Wybory parlamentarne 2019
| Kandydat                                                                                      | Kandydat           | Komitet wyborczy             | Głosów | Głosów | Głosów |
| Kandydat                                                                                      | Kandydat           | Komitet wyborczy             | Liczba | %      | +/–    |
| --------------------------------------------------------------------------------------------- | ------------------ | ---------------------------- | ------ | ------ | ------ |
|                                                                                               | Józef Łyczak ●     | Prawo i Sprawiedliwość       | 60 432 | 40,16  | +6,29  |
|                                                                                               | Jerzy Wenderlich   | Sojusz Lewicy Demokratycznej | 55 274 | 36,74  | +23,17 |
|                                                                                               | Łukasz Zbonikowski | KWW Patrioci i Samorządowcy  | 13 343 | 8,87   | –      |
|                                                                                               | Henryk Kierzkowski | Stronnictwo Pracy            | 11 532 | 7,66   | –      |
|                                                                                               | Józef Lewandowski  | Polska Lewica                | 9884   | 6,57   | –      |
| Frekwencja: 53,75% Liczba głosów ważnych: 150 465 (97,97%) Źródło: Państwowa Komisja Wyborcza |                    |                              |        |        |        |

### Wybory parlamentarne 2023
| Kandydat                                                                                      | Kandydat          | Komitet wyborczy                     | Głosów | Głosów | Głosów |
| Kandydat                                                                                      | Kandydat          | Komitet wyborczy                     | Liczba | %      | +/–    |
| --------------------------------------------------------------------------------------------- | ----------------- | ------------------------------------ | ------ | ------ | ------ |
|                                                                                               | Krzysztof Kukucki | Nowa Lewica                          | 82 899 | 46,05  | +9,31  |
|                                                                                               | Józef Łyczak ●    | Prawo i Sprawiedliwość               | 65 916 | 36,62  | –3,54  |
|                                                                                               | Jakub Lisiecki    | Konfederacja Wolność i Niepodległość | 17 480 | 9,71   | –      |
|                                                                                               | Sławomir Skrodzki | Bezpartyjni Samorządowcy             | 13 719 | 7,62   | –      |
| Frekwencja: 68,36% Liczba głosów ważnych: 180 014 (97,59%) Źródło: Państwowa Komisja Wyborcza |                   |                                      |        |        |        |

### Wybory uzupełniające 2024
Głosowanie odbyło się z powodu wyboru Krzysztofa Kukuckiego na Prezydenta Miasta Włocławka.
| Kandydat                                                                                    | Kandydat             | Komitet wyborczy           | Głosów | Głosów | Głosów |
| Kandydat                                                                                    | Kandydat             | Komitet wyborczy           | Liczba | %      | +/–    |
| ------------------------------------------------------------------------------------------- | -------------------- | -------------------------- | ------ | ------ | ------ |
|                                                                                             | Stanisław Pawlak     | Nowa Lewica                | 9888   | 46,30  | +0,25  |
|                                                                                             | Jarosław Chmielewski | KWW Prawi i Skuteczni      | 7621   | 35,69  | –      |
|                                                                                             | Tomasz Sikorowski    | Konfederacja Nowa Nadzieja | 3846   | 18,01  | +8,30  |
| Frekwencja: 7,95% Liczba głosów ważnych: 21 355 (98,96%) Źródło: Państwowa Komisja Wyborcza |                      |                            |        |        |        |